# Bennettsbridge

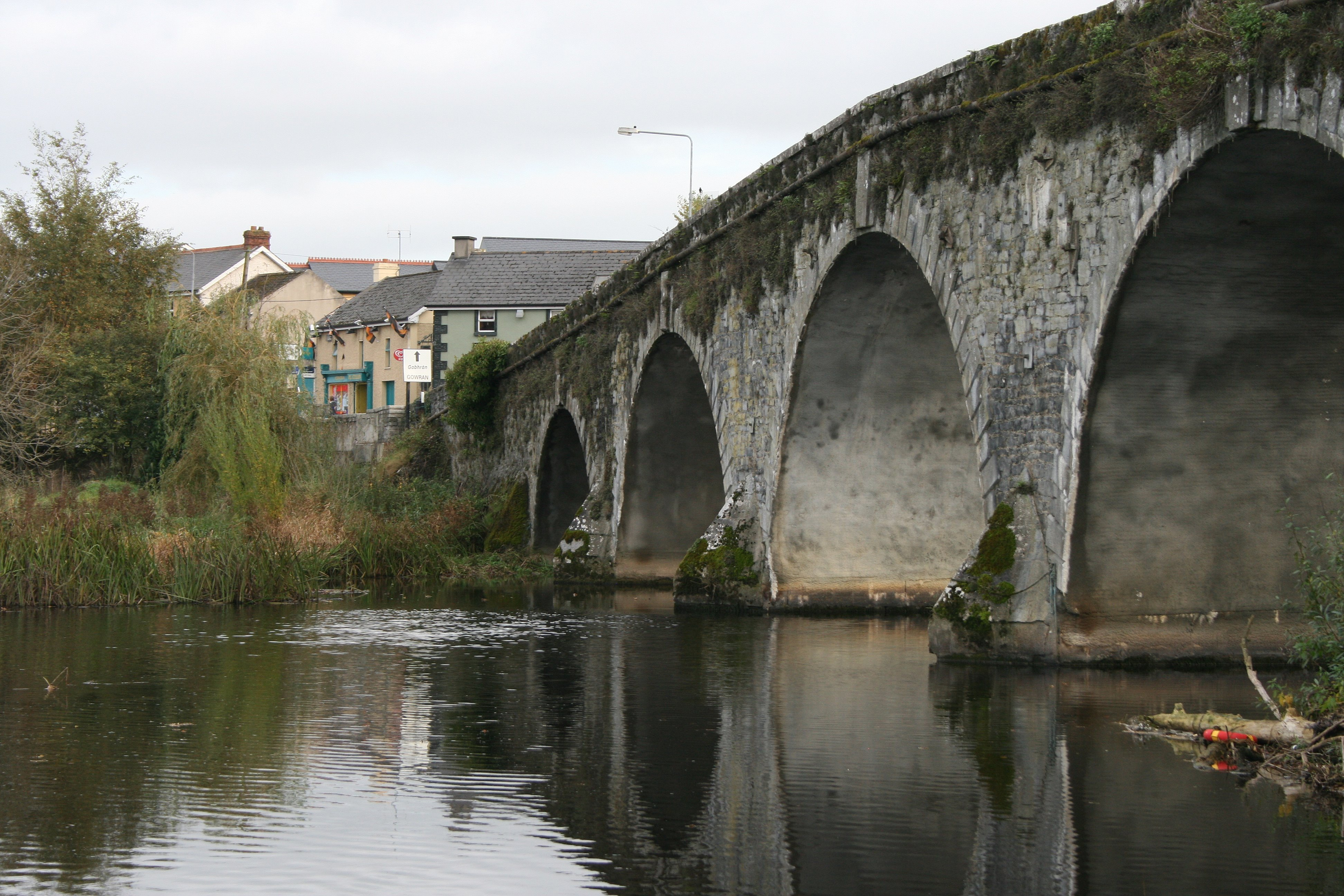
Bennetsbridge, Condado de Kilkenny, Irlanda

Bennettsbridge (Droichead Bineád en irlandés) es un pueblo del condado de Kilkenny. Se encuentra a seis kilómetros al sur de la ciudad de Kilkenny en el sureste de Irlanda. Localizado a lo largo del río Nore, el pueblo se ha convertido, en años recientes, en hogar de varios productores de cerámica y artesanías.  
El pueblo de Bennettsbridge se encuentra en un vado del río donde se construyeron un puente, un molino y una presa.  El puente actual data del siglo XVIII, sin embargo ha existido un puente desde el siglo XIII.  En este pueblo se encuentra el club Bennettsbridge GAA de la Asociación Atlética Gaélica.

## Transporte
Bennettsbridge cae en la carretera regional R700 la cual transporta gran parte del tráfico turístico en la época veraniega.  También en Bennettsbridge se encontraba una estación ferroviaria que abrió el 2 de septiembre de 1861 y cerró sus operaciones el 15 de febrero de 1965.